# Tonespor
|  | Denne artikel er oprettet af botten PalnaBot ud fra en ekstern database. Den kan derfor have sproglige fejl eller mangler. Denne skabelon kan fjernes efter kontrol af indholdet. |

Tonespor er en film instrueret af Lejf Marcussen.

## Handling
Til tonerne af finalen i Carl Nielsens 5. symfoni har Lejf Marcussen skabt et animeret, visuelt forløb af konkrete former. Disse 'tonespor' har ikke til formål at styre oplevelsen af musikken, men at understøtte kompositionen og drage dens udtryk ind i det visuelle medie.